# Skulsk
Skulsk è un comune rurale polacco del distretto di Konin, nel voivodato della Grande Polonia.
Ricopre una superficie di 84,86 km² e nel 2004 contava 6 155 abitanti.